# شیرپوینت دیزاینر
مایکروسافت شیرپوینت دیزاینر (به انگلیسی Microsoft SharePoint Designer) یا SPD که پیشتر با نام Microsoft Office SharePoint Designer شناخته می‌شد، یک نرم‌افزار رایگان ویرایشگر اچ‌تی‌ام‌ال است که به صورت خاصی برای ایجاد و ویرایش سایت‌ها و صفحات و گردش‌کارهای شیرپوینت ساخته شده است. آخرین ویرایش این نرم‌افزار مربوط به سال ۲۰۱۳ است و دیگر توسعه داده نمی‌شود.

## تاریخچه
شیرپوینت دیزاینر و محصول خواهرش، اکپسرشن وب، جایگزین‌های مایکروسافت فرانت‌پیج هستند. شیرپوینت دیزاینر ۲۰۰۷ که نخستین نسخه این نرم‌افزار محسوب می‌شود، در ابتدا یک نرم‌افزار تجاری بود اما در ۳۱ مارس ۲۰۰۹ به عنوان یک نرم‌افزار رایگان عرضه شد.
در ۲۱ آوریل ۲۰۱۰ نسخه ۲۰۱۰ از این نرم‌افزار توسط مایکروسافت عرضه شد. بر خلاف نسخه ۲۰۰۷ که می‌شد از آن به عنوان یک ویرایش‌گر اچ‌تی‌ام‌ال استفاده کرد، از نسخه ۲۰۱۰ به بعد دیگر بدون حضور شیرپوینت سرور امکان استفاده از شیرپوینت دیزاینر فراهم نبود. در ۳۰ اکتبر سال ۲۰۱۲، شیرپوینت دیزاینر ۲۰۱۳ عرضه شد. این آخرین نسخه عرضه شده این نرم‌افزار است و در جریان معرفی شیرپوینت ۲۰۱۶ اعلام شد که دیگر نسخه جدیدی از این نرم‌افزار ساخته نخواهد شد.